# 萩野朋美
萩野 朋美（はぎの ともみ、1975年10月15日 - ）は、中部日本放送 (CBC) の元アナウンサー。神奈川県出身。中央大学卒業。

## 来歴・人物
1999年にCBCに入社。同期に丸山蘭那がいる。CBCの女子アナユニット「Love Power Beauty」の楽曲『Cool Bless Cool』へ、丸山とともにコーラスとして参加。
2000年に東京支社へ異動。

## 過去の出演番組
アナウンサーとしての活動は、およそ1年間スポットニュースを担当したのみ。